# Waterford Football Club 1973-1974
Questa voce raccoglie le informazioni riguardanti il Waterford Football Club nelle competizioni ufficiali della stagione 1973-1974.

## Stagione
Eliminato al primo turno di Coppa dei Campioni a causa di una doppia sconfitta con gli ungheresi dell'Újpesti Dózsa, in seguito al quinto posto ottenuto in campionato e all'eliminazione ai quarti di finale di FAI Cup il Waterford mancò l'accesso alle coppe europee. Nel corso della stagione la squadra fu comunque in grado di ampliare il proprio palmarès, prevalendo nella prima edizione della Coppa di Lega.

## Rosa
| N. |                        | Ruolo | Calciatore       |
| -- | ---------------------- | ----- | ---------------- |
|    | Irlanda (bandiera)     | P     | Peter Thomas     |
|    | Irlanda (bandiera)     | D     | Shay Brennan     |
|    | Inghilterra (bandiera) | D     | Peter Bryan      |
|    | Irlanda (bandiera)     | D     | Al Finucane      |
|    | Irlanda (bandiera)     | D     | Tony Macken      |
|    | Irlanda (bandiera)     | D     | Tommy McConville |
|    | Irlanda (bandiera)     | C     | Philip Buck      |
|    | Irlanda (bandiera)     | C     | Tony Dunphy      |
|    | Irlanda (bandiera)     | C     | James House      |

| N. |                           | Ruolo | Calciatore      |
| -- | ------------------------- | ----- | --------------- |
|    | Irlanda (bandiera)        | C     | Dave Kirby      |
|    | Irlanda (bandiera)        | C     | John O'Neill    |
|    | Irlanda (bandiera)        | A     | Alfie Hale      |
|    | Irlanda (bandiera)        | A     | Mick Leech      |
|    | Inghilterra (bandiera)    | A     | Johnny Matthews |
|    | Irlanda (bandiera)        | A     | Paddy Shortt    |
|    | Inghilterra (bandiera)    | A     | Dave Wilson     |
|    | non conosciuta (bandiera) |       | Dick Jacenuik   |
|    | non conosciuta (bandiera) |       | George O'Grady  |

## Risultati

### A Division
| 7 ottobre 1973 1ª giornata | Shelbourne | 1 – 4 referto | Waterford |  |

| 14 ottobre 1973 2ª giornata | Waterford | 2 – 1 referto | Limerick |  |

| 28 ottobre 1973 4ª giornata | Waterford | 2 – 6 referto | Cork Celtic |  |

| 4 novembre 1973 5ª giornata | Finn Harps | 2 – 4 referto | Waterford |  |

| 11 novembre 1973 6ª giornata | Waterford | 2 – 2 referto | Bohemians |  |

| 18 novembre 1973 7ª giornata | Home Farm | 2 – 2 referto | Waterford |  |

| 25 novembre 1973 8ª giornata | Waterford | 2 – 2 referto | Drogheda |  |

| 2 dicembre 1973 9ª giornata | Waterford | 1 – 1 referto | Dundalk |  |

| 9 dicembre 1973 10ª giornata | Shamrock Rovers | 3 – 5 referto | Waterford |  |

| 16 dicembre 1973 11ª giornata | Waterford | 0 – 1 referto | Cork Hibernians |  |

| 23 dicembre 1973 12ª giornata | Sligo Rovers | 1 – 2 referto | Waterford |  |

| 30 dicembre 1973 13ª giornata | Waterford | 6 – 0 referto | Athlone Town |  |

| 6 gennaio 1974 14ª giornata | Waterford | 5 – 0 referto | Shelbourne |  |

| 13 gennaio 1974 15ª giornata | Limerick | 0 – 4 referto | Waterford |  |

| 20 gennaio 1974 16ª giornata | Waterford | 0 – 1 referto | St Patrick's |  |

| 3 febbraio 1974 18ª giornata | Waterford | 1 – 2 referto | Finn Harps |  |

| 10 febbraio 1974 19ª giornata | Bohemians | 1 – 0 referto | Waterford |  |

| 24 febbraio 1974 20ª giornata | Waterford | 0 – 0 referto | Home Farm |  |

| 3 marzo 1974 21ª giornata | Drogheda | 2 – 2 referto | Waterford |  |

| 17 marzo 1974 22ª giornata | Dundalk | 3 – 2 referto | Waterford |  |

| 20 marzo 1974 3ª giornata | St Patrick's | 0 – 1 referto | Waterford |  |

| 24 marzo 1974 23ª giornata | Waterford | 0 – 3 referto | Shamrock Rovers |  |

| 27 marzo 1974 17ª giornata | Cork Celtic | 1 – 0 referto | Waterford |  |

| 31 marzo 1974 24ª giornata | Cork Hibernians | 1 – 1 referto | Waterford |  |

| 7 aprile 1974 25ª giornata | Waterford | 4 – 0 referto | Sligo Rovers |  |

| 14 aprile 1974 26ª giornata | Athlone Town | 0 – 2 referto | Waterford |  |

### FAI Cup
| 17 febbraio 1974 Primo turno | Waterford | 1 – 1 | Shamrock Rovers |  |

| 20 febbraio 1974 Primo turno - Replay | Shamrock Rovers | 0 – 1 | Waterford |  |

| 10 marzo 1974 Quarti di finale | Drogheda | 0 – 0 | Waterford |  |

| 13 marzo 1974 Quarti di finale - Replay | Waterford | 3 – 4 | Drogheda |  |

### LOI Cup
| 1973 Primo turno - 1ª giornata | Waterford | 5 – 2 | St Patrick's |  |

| 1973 Primo turno - 2ª giornata | Dundalk | 1 – 0 | Waterford |  |

| 1973 Primo turno - 3ª giornata | Waterford | 2 – 0 | Shamrock Rovers |  |

| 1973 Primo turno - 4ª giornata | Bohemians | 0 – 1 | Waterford |  |

| 1973 Primo turno - 5ª giornata | Waterford | 2 – 1 | Sligo Rovers |  |

| 1973 Semifinale                              | Cork Hibernians      | 1 – 1 | Waterford |  |
| \| \| \| \| \| \| Tiri di rigore ? – ? \| \| |                      |       |           |  |
|                                              |                      |       |           |  |
|                                              | Tiri di rigore ? – ? |       |           |  |

| 25 ottobre 1973 Finale | Waterford | 2 – 1 | Finn Harps |  |

| Arbitro: | Christophersen |

|                       |           |                               |
| Kirby 13’ O'Neill 88’ | Marcatori | 8’ Zámbó 65’ Fazekas 68’ Nagy |

| Arbitro: | Maksimović |

|                                |           |  |
| Dunai 10’ Fazekas 67’ Nagy 86’ | Marcatori |  |

## Statistiche

### Statistiche di squadra
| Competizione       | Punti | Totale | Totale | Totale | Totale | Totale | Totale | DR  |
| Competizione       | Punti | G      | V      | N      | P      | Gf     | Gs     | DR  |
| ------------------ | ----- | ------ | ------ | ------ | ------ | ------ | ------ | --- |
| A Division         | 29    | 26     | 11     | 7      | 8      | 55     | 36     | +19 |
| FAI Cup            | -     | 4      | 1      | 2      | 1      | 5      | 5      | 0   |
| LOI Cup            | -     | 7      | 5      | 1      | 1      | 13     | 6      | +7  |
| Coppa dei Campioni | -     | 2      | 0      | 0      | 2      | 2      | 6      | -4  |
| Totale             | -     | 39     | 17     | 10     | 12     | 78     | 53     | +22 |

### Statistiche dei giocatori
| Giocatore     | First Division | First Division | FA Cup+LOI Cup | FA Cup+LOI Cup | Coppa dei Campioni | Coppa dei Campioni | Totale   | Totale |
| Giocatore     | Presenze       | Reti           | Presenze       | Reti           | Presenze           | Reti               | Presenze | Reti   |
| ------------- | -------------- | -------------- | -------------- | -------------- | ------------------ | ------------------ | -------- | ------ |
| S. Brennan    | ?              | 0              | ?+?            | ?+?            | 2                  | 0                  | 2+       | 0      |
| P. Bryan      | ?              | 1              | ?+?            | ?+?            | 2                  | 0                  | 2+       | 1      |
| P. Buck       | ?              | 8              | ?+?            | ?+?            | 2                  | 0                  | 2+       | 8      |
| T. Dunphy     | ?              | 1              | ?+?            | ?+?            | 2                  | 0                  | 2+       | 1      |
| A. Finucane   | ?              | 0              | ?+?            | ?+?            | 2                  | 0                  | 2+       | 0      |
| A. Hale       | 0              | 0              | 0+0            | 0+0            | 2                  | 0                  | 2        | 0      |
| J. House      | ?              | 1              | ?+?            | ?+?            | 0                  | 0                  | 0+       | 1      |
| D. Jacenuik   | ?              | 1              | ?+?            | ?+?            | 0                  | 0                  | 0+       | 1      |
| D. Kirby      | ?              | 7              | ?+?            | ?+?            | 2                  | 1                  | 2+       | 8      |
| M. Leech      | ?              | 7              | ?+-            | ?+-            | -                  | -                  | 0+       | 7      |
| T. Macken     | ?              | 7              | ?+?            | ?+?            | 2                  | 0                  | 2+       | 7      |
| J. Matthews   | ?              | 10             | ?+?            | ?+?            | 2                  | 0                  | 2+       | 10     |
| T. McConville | ?              | 0              | -+0            | -+0            | 2                  | 0                  | 2+       | 0      |
| G. O'Grady    | ?              | 1              | ?+?            | ?+?            | 0                  | 0                  | 0+       | 1      |
| J. O'Neill    | ?              | 1              | ?+?            | ?+?            | 1                  | 0                  | 1+       | 1      |
| P. Shortt     | ?              | 0              | ?+?            | ?+?            | 2                  | 0                  | 2+       | 0      |
| P. Thomas     | ?              | -36            | ?+?            | ?+?            | 2                  | -5                 | 2+       | -41    |
| D. Wilson     | 3              | 0              | ?+-            | ?+-            | -                  | -                  | 3        | 0      |